# دیوربل
دیوربل (به لاتین: Diourbel) یک منطقهٔ مسکونی در سنگال است که در بخش دیوربل واقع شده‌است. دیوربل ۱۳۳٬۷۰۵ نفر جمعیت دارد.

## خواهرخوانده
شهر اوینیون خواهرخواندهٔ دیوربل هست.